# هانجین
هانجین (به کره‌ای: 한진 그룹) شرکت خوشه‌ای کره‌ای است، که در زمینه ارائه خدمات لجستیک، ترابری دریایی، مدیریت فرودگاه و شرکت هواپیمایی، کشتی‌سازی، خدمات هتلداری و گردشگری فعالیت می‌کند.
شرکت هانجین در سال ۱۹۴۵ به‌عنوان یک شرکت ترابری تأسیس شد و هم‌اکنون دارای ناوگان پیشرفته‌ای از کشتی‌های کانتینری، راه‌ها و شبکه لجستیک پیشرفته و پایانه‌های مهم در سراسر جهان می‌باشد.
دفتر مرکزی این شرکت در شهر سئول، کره جنوبی قرار دارد، همچنین دارای ۲۱ دفتر خدماتی در کشورهای مختلف می‌باشد. بخشی از سهام شرکت هانجین در بازار بورس کره معامله می‌شود.
این شرکت هم‌اکنون در فهرست فورچون جهانی ۵۰۰ ذکر شده است. بزرگترین شرکت تابعه هانجین، شرکت هواپیمایی کره می‌باشد.